# Begonia cinnabarina
Espèce
Synonymes
- Begonia aurantiaca Planch.[1]
- Platyclinium cinnabarina (Hook.) T.Moore[1]

Begonia cinnabarina est une espèce de plantes de la famille des Begoniaceae. Ce bégonia est originaire des Andes, en Amérique du Sud. L'espèce fait partie de la section Eupetalum. Elle a été décrite en 1849 par William Jackson Hooker (1785-1865). L'épithète spécifique cinnabarina signifie « couleur de Cinabre ». 

## Description

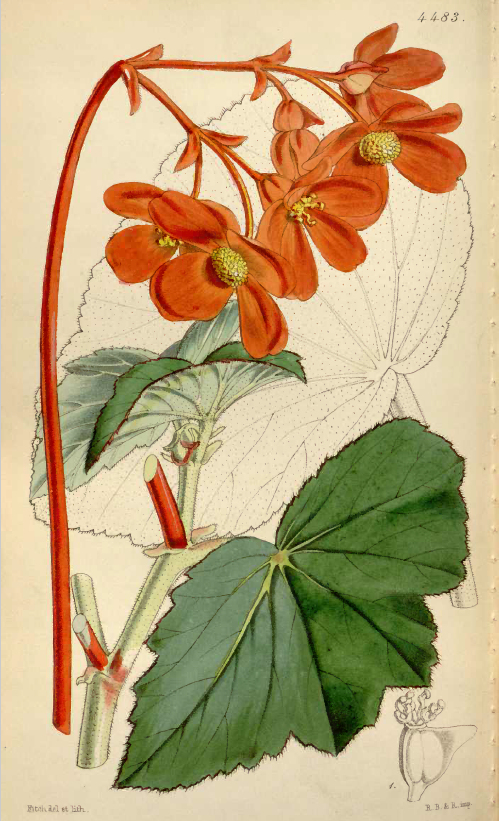
Begonia cinnabarina, dans Curtis's Botanical Magazine, Volume 75 (1849)

## Répartition géographique
Cette espèce est originaire des pays suivants : Bolivie ; Pérou.